# Sabina Rouge
Pour les articles homonymes, voir Rouge (homonymie).
Sabina Rouge, née le 16 août 1997 à Haddonfield dans le New Jersey, est un modèle et une actrice pornographique américaine.

## Biographie
Sabina Rouge a travaillé pour des studios tels que BabeVR, Girlfriends Films, Girlsway, LesbianX, Mile High Media, Mofos, Mommy's girl, Penthouse,, Sweetheart Video, WebYoung, Wicked Pictures.
Ouvertement lesbienne, elle ne tourne que des scènes solo ou avec des partenaires féminins.
Sabina Rouge est la Penthouse Pet de mai 2018.

## Distinctions
Nominations
- 2019 AVN Award - Meilleure débutante
- 2019 AVN Award - Meilleure scène de sexe lesbien pour Axel Braun's Girlfest
- 2019 AVN Award - Artiste lesbienne de l'année

## Filmographie partielle
Le nom du film est suivi du nom de ses partenaires lors des scènes pornographiques.
- 2018 : Axel Braun's Girlfest avec Charlotte Stokely
- 2018 : Cheer Squad Sleepovers 26 avec Prinzzess
- 2018 : Cheer Squad Sleepovers 27 avec Gracie May Green
- 2018 : Lesbian Adventures: Older Women et Younger Girls 12 avec Alexis Fawx
- 2019 : Lesbian Legal 15 avec Britney Amber
- 2019 : Lesbian Seductions: Older/Younger 67 avec Athena Faris

Une filmographie plus complète et détaillée peut être consultée ici.